# Monte Rogers
Il Monte Rogers (Mount Rogers in inglese) è una montagna alta 1.746 m s.l.m. della catena degli Appalachi, negli Stati Uniti. È la massima elevazione dello stato della Virginia. 
Il suo nome è un omaggio allo scienziato statunitense William Barton Rogers.